# Pissos
Pissos település Franciaországban, Landes megyében. Lakosainak száma 1483 fő (2022. január 1.). Pissos Belhade, Commensacq, Labouheyre, Liposthey, Moustey, Saugnacq-et-Muret, Sore és Trensacq községekkel határos.

## Népesség
A település népességének változása:
| Lakosok száma | 827  | 834  | 970  | 1227 | 1389 | 1414 | 1441 | 1449 | 1453 | 1483 |
|               | 1968 | 1982 | 1990 | 2006 | 2013 | 2015 | 2017 | 2019 | 2020 | 2022 |